# 용문의 여검
"용문의 여검"은 한국에서 제작된 안현철 감독의 1969년 영화이다. 이대엽 등이 주연으로 출연하였고 차태진 등이 제작에 참여하였다.

## 출연

### 주연
- 이대엽
- 강문

## 기타
- 조명: 조기남
- 미술: 이문현